# Neoavanguardia
La Neoavanguardia fu un movimento letterario italiano del Novecento che si caratterizzò per la forte tensione nella sperimentazione formale.

## Storia
Il movimento della neoavanguardia, che aveva caratteri differenti dall'avanguardia storica, andò manifestandosi soprattutto nella prima metà degli anni sessanta e interessò soprattutto la poesia, ma anche la prosa. Esso era stato promosso ed in parte preceduto, a partire dal 1956, dalle ricerche della rivista diretta da Luciano Anceschi, Il Verri.
A questo movimento collaborarono molti validi scrittori come  Nanni Balestrini, Edoardo Sanguineti, Umberto Eco, Antonio Porta, Elio Pagliarani, Alfredo Giuliani, Giorgio Manganelli, Luigi Malerba, Germano Lombardi, Francesco Leonetti, Alberto Gozzi, Massimo Ferretti, Franco Lucentini, Amelia Rosselli, Carmelo Bene ed altri, più ai margini, come Gilberto M. Finferli, noto soprattutto per il romanzo breve "Meconio", opera d'ispirazione sadiana che riscosse un gran successo negli ambienti criminali.

## Caratteristiche della neoavanguardia
I caratteri della neoavanguardia si presentano simili a quelli del futurismo e sarà proprio ad alcuni studiosi e critici del movimento che si deve la rivalutazione del futurismo italiano.
Non è molto facile delineare un panorama ideologico della neoavanguardia a causa delle differenze tra i vari scrittori, anche se si può affermare che in comune a tutti vi era il rifiuto dell'ideologia neocapitalista e nello stesso tempo il disprezzo per l'intimismo crepuscolare, che avevano caratterizzato fino a quel momento tutta la poesia del Novecento.
I nuovi poeti, seguendo l'esempio dei modernisti inglesi come Eliot e Pound, contrapposero il linguaggio quotidiano a quello razionale e freddo del neocapitalismo arrivando ad un uso del linguaggio che fu definito "linguaggio parodistico".
Il linguaggio infatti venne manipolato in modo anarchico e dissacrato nella certezza che solamente in questo modo sarebbe stato possibile riformare il codice linguistico e contemporaneamente quello del comportamento, eliminando ogni falsificazione ideologica.
Tra le forme più interessanti e coerenti che assunse l'avanguardia vi fu la riduzione dell'arte a gioco gratuito e l'assunzione di una poetica della non-significanza.
La provocazione dovuta al non-senso linguistico doveva invitare ad una rifondazione che coinvolgesse la letteratura e l'ideologia ma soprattutto l'autenticità del rapporto tra gli esseri umani.
Il carattere di sperimentazione della neoavanguardia ebbe effetto anche sulla prosa che essi coltivarono accanto alla poesia.

## I novissimi e il Gruppo '63
Il gruppo, che aveva trovato il suo nucleo poetico-programmatico sia nella rivista Il Verri, sia nell'antologia I Novissimi (Paolazzi 1961) - costituita da Alfredo Giuliani, Edoardo Sanguineti, Antonio Porta, Nanni Balestrini e Elio Pagliarani - stabilirà molto presto fitte relazioni con i gruppi analoghi di altri paesi, soprattutto francesi e tedeschi.
Il Gruppo '63 si riunì la prima volta dal 3 all'8 ottobre 1963, presso l'Hotel Zagarella a Solunto, a pochi chilometri da Palermo, dove giunsero una trentina di scrittori e critici la maggior parte proveniente dal Verri, ai quali si unirono altri intellettuali finora non appartenenti a nessuno schieramento.
All'incontro di Palermo erano presenti anche alcuni scrittori provenienti da Officina e da Il Menabò.
Parallelamente alle letture e alle discussioni sui testi del gruppo, si svolse al Teatro Biondo uno spettacolo costituito da brevi testi teatrali, messi in scena da Luigi Gozzi e Ken Dewey. Fra gli autori, Nanni Balestrini, Edoardo Sanguineti, Alfredo Giuliani, Alberto Gozzi, Germano Lombardi, Elio Pagliarani. Da ricordare l'interpretazione di due attrici che si sarebbero affermate negli anni seguenti, Piera Degli Esposti e Carmen Scarpitta.
Dopo Palermo piovvero contro la nuova avanguardia ogni tipo di accuse: furono accusati da alcuni di essere dei formalisti irrazionali e decadenti e da altri di essere pericolosi rivoluzionari e inguaribili marxisti, di appartenere ad un'"Arcadia di ritorno", ad una "retroguardia dell'avanguardia", o ancora di essere "futuristi in ritardo". Ma nessuna di queste accuse sembrò toccare gli esponenti del movimento che, invece di dimostrarsi preoccupati, sembravano soddisfatti di essere considerati les enfants terribles della letteratura italiana.
Occorre però ricordare che ogni esponente del gruppo operava da solo con proprie dichiarazioni e autonome scelte.
Una delle caratteristiche essenziali del gruppo era infatti quella di non possedere alcuna struttura rappresentativa ufficiale e di non aver prodotto alcun manifesto nel quale fossero elencati i principi fondamentali del gruppo e le strategie poetiche, a differenza delle avanguardie di inizio secolo.
Nella neoavanguardia pertanto convivevano le personalità più diverse che portavano avanti, separatamente, la loro battaglia in nome della propria concezione di avanguardia, come pittori, poeti, artisti concettuali. Tra questi l'artista modenese Giuliano della Casa, artista inizialmente vicino alla scultura concreta ed al poverismo, si occuperà poi di poesia visiva diventando uno dei collaboratori più stretti di Adriano Spatola e di altri scrittori e poeti. Prenderà parte a Parole sui muri, dove sarà insieme allo Spatola ed allo stesso Claudio Parmigiani uno degli ideatori della manifestazione. La sua ricerca, a tutto il 2018,  legata alle esperienze verbo visive unitamente alla più raffinata illustrazione all'acquerello, non si è ancora esaurita.